# Давидсбунд
«Давидсбунд» (Давидово Братство, нем. Davidsbund) — придуманное в 1833 году Робертом Шуманом музыкальное братство, сообщество музыкантов, композиторов, которое, по замыслу автора, должно было противостоять филистерским взглядам на искусство. Шуман назвал своё сообщество в честь библейского царя Давида. По идее композитора, члены Давидсбунда так же борются с мещанским отношением к музыке, как автор псалмов боролся с племенем филистимлян.
Членами воображаемого общества, именовавшимися давидсбюндлерами, были как живущие на момент создания братства композиторы (Фредерик Шопен, Ференц Лист, Никколо Паганини, Клара Вик), так и те, кого уже не было в живых: Людвиг ван Бетховен, Франц Шуберт, Иоганн Себастьян Бах. Также членами сообщества были Эвзебий и Флорестан, выдуманные Шуманом персонажи, представлявшие два разных духовных олицетворения композитора: лирически-созерцательную сторону личности и импульсивную, пылкую, и также выдуманный им маэстро Раро, прототипом которого являлся Иоганн Фридрих Вик, отец Клары Вик. Этими именами Шуман подписывал свои критические статьи в собственном же музыкальном периодическом издании Neue Zeitschrift fur Musik («Новый музыкальный журнал»). Этот журнал явился предтечей сообщества, в нём Шуман впервые попытался представить идею создания союза передовых композиторов, противостоящих дурным вкусам в музыке. Некоторые из своих статей Шуман так и подписывал: «Записки давидсбюндлеров».
Некоторые из членов общества, современников Шумана, например Гектор Берлиоз, Иоганн Вик и Феликс Мендельсон, на самом деле никогда не принимали участия в жизни братства. Активные же его члены собирались в одной из кофеен Лейпцига — «У арабского кофейного дерева».
Давидсбюндлерам Шуман посвятил одно из самых известных своих произведений: «Танцы давидсбюндлеров» (1837).